# Цельча
Цельча (пол. Cielcza, нім. Cilcz, 1939-45: Fürstenau) — село в Польщі, у гміні Яроцин Яроцинського повіту Великопольського воєводства.
Населення — 2121 особа (2011).
У 1975-1998 роках село належало до Каліського воєводства.

## Демографія
Демографічна структура станом на 31 березня 2011 року:
|          | Загалом | Допрацездатний вік | Працездатний вік | Постпрацездатний вік |
| -------- | ------- | ------------------ | ---------------- | -------------------- |
| Чоловіки | 1050    | 257                | 699              | 94                   |
| Жінки    | 1071    | 231                | 622              | 218                  |
| Разом    | 2121    | 488                | 1321             | 312                  |